# ماجراهای تن‌تن (فیلم)
ماجراهای تن‌تن: راز اسب شاخدار (به انگلیسی: The Adventures of Tintin: The Secret of the Unicorn) نام یک فیلم پویانمایی رایانه‌ای سه‌بعدی در ژانر ماجراجویی ساخت سال ۲۰۱۱ است که بر اساس مجموعه کتاب‌های معروف «ماجراهای تن‌تن و میلو» اثر هرژه ساخته شده‌است. کارگردان این فیلم استیون اسپیلبرگ، نویسندگان آن استیون موفات، ادگار رایت و جو کرنیش و تهیه‌کنندهٔ آن نیز پیتر جکسون است.
داستان این فیلم ترکیبی از سه کتاب «خرچنگ پنجه‌طلایی» (۱۹۴۱)، «راز اسب شاخدار» (۱۹۴۳) است و «گنج‌های راکهام» (۱۹۴۴) ماجرای قسمت بعدی آن می‌باشد.
استیون اسپیلبرگ که شخصاً یکی از طرفداران پروپاقرص ماجراهای تن‌تن و میلو به‌شمار می‌آید، پیش از مرگ هرژه، خالق تن‌تن در سال ۱۹۸۳ میلادی حق تولید فیلم از داستان‌های وی را خرید.

## داستان
تن‌تن، یک روزنامه‌نگار جوان، در حالی که در حال گشت و گذار در یک بازار در فضای باز با سگ خانگی خود میلو است، یک مدل مینیاتوری از یک کشتی معروف به تک شاخ را خریداری می‌کند، اما دو مرد با او مواجه می‌شوند، که هر دو به طور جداگانه تلاش می‌کنند مدل را از تن‌تن به دست آورند. پس از اینکه تن‌تن مدل را به آپارتمان خود می‌برد، به طور تصادفی در جریان تعقیب و گریز بین میلو و یک گربه ولگرد شکسته می‌شود. یک لوله فلزی از دکل کشتی بیرون می‌رود و زیر مبلمان تن‌تن می‌غلتد. در همین حین، دوپون و دوپونه کارآگاهان پلیس در حال تعقیب جیب‌بر آریستیدس سیلک هستند که میلو  او را در بازار دیده بود.
پس از بازدید از یک کتابخانه برای کشف تاریخچه اطراف اسب شاخدار، تن‌تن برمی‌گردد و متوجه می‌شود که اسب شاخدار به سرقت رفته است و به ساخارین مشکوک به سرقت آن می‌شود. او با میلو  به سالن مارلین اسپایک می رود، جایی که ساخارین را متهم به دزدی می کند، اما با توجه به اینکه مدل ساخارین شکسته نشده است، متوجه می شود که دو مدل کشتی وجود دارد. تن‌تن به آپارتمان خود که غارت شده است برمی گردد و میلو لوله فلزی را به او نشان می دهد. تن‌تن یک طومار پوستی را در داخل لوله پیدا می کند که شعری خاص در آن نوشته شده 
سه بردار سه اسب شاخ دار  سوار بر امواج خورشید سخن می‌گوید و آن گاه    صلیب عقاب خواهد درخشید 

. با این حال، آنها با ورود بارنابی، یک مامور رده بالا اینترپل که سعی کرده بود مدل را از تن‌تن بخرد، متوقف می شوند، که سپس در حین تلاش برای بازیابی تکشاخ توسط قاتلان مورد اصابت گلوله قرار می گیرد.
تن‌تن طومار را در کیف پول خود قرار می دهد، اما صبح روز بعد توسط سیلک به جیب می زند و بلافاصله پس از آن توسط همدستان ساخارین در SS Karaboudjan ربوده می شود. میلو  آنها را تعقیب می کند، سوار کشتی می شود و دوباره با تن‌تن متحد می شود. تن‌تن متوجه می شود که ساخارین با کارکنان کشتی اتحاد تشکیل داده و شورشی را برای به دست گرفتن کنترل و زندانی کردن کاپیتان رهبری کرد. در کشتی، تن‌تن با کاپیتان کشتی، آرچیبالد هادوک، که یک الکلی همیشه مست است و بیشتر گذشته خود از جمله داستان جدش را فراموش کرده است، برخورد می کند. تن‌تن، هادوک و میلو  از خدمه پیشی گرفته و با یک قایق نجات از کارابودجان فرار می کنند، اما نه قبل از اینکه تن‌تن نام مقصد کشتی، بغار را به رادیویی برساند. کشتی تلاش می کند تا با قایق آنها رام کند اما در عوض با قایق نجات خالی هادوک به طور تصادفی در حین فرارش رها شد. ساخارین با توجه به رها شدن دو قایق نجات، تصور می کند که آنها زنده مانده اند و یک هواپیمای دریایی برای یافتن و دستگیری آنها می فرستد.
هادوک که در سواری با قایق نجات احساس سرما و تشنگی می‌کند، احمقانه از یک بطری ویسکی برای خاموش کردن آتشی که در قایق به راه انداخته بود استفاده می‌کند و باعث انفجاری می‌شود که سه نفر را در بالای قایق واژگون شده رها می‌کند. این سه نفر هواپیمای دریایی را در حال حمله به آنها می بینند، تن‌تن آن را ساقط می کند و هواپیمای دریایی را می رباید و از آن برای پرواز به سمت بندر ساختگی مراکش استفاده می کند، اما به دلیل تمام شدن سوخت و پرواز در طوفان رعد و برق، در یک بیابان سقوط می کند. هادوک هنگام قدم زدن در بیابان دچار توهم می شود و جد خود، سر فرانسیس هادوک، ناخدای قرن هفدهمی اسب شاخدار را به یاد می آورد که کشتی پر از گنج او قبل از هوشیار شدن توسط خدمه کشتی دزدان دریایی مورد حمله قرار گرفت. اما بعداً توسط سربازان فرانسوی نجات می یابند. در همین حین، دوپن و دوپنه  سیلک را که ادعا می‌کند دزد و دزد نیست، پیدا کرده و دستگیر می‌کنند و کیف پول تن‌تن را با محتویات داخل آن پیدا می‌کنند.
در کمپ بیابانی، هادوک در حالی که مست بود، به یاد می آورد که کشتی سر هادوک توسط یک کشتی دزدان دریایی به رهبری رد راکهام، که بعداً مشخص شد جد ساخارین است، در کمین قرار گرفت. سر فرانسیس به شرطی تسلیم شد که به خدمه اش اجازه داده شود زندگی کنند، اما از آنجایی که دزدان دریایی تمام خدمه او را کشتند، او تصمیم گرفت تا اسب شاخدار را به همراه بیشتر گنجایش غرق کند تا از افتادن آن به دست راکهام جلوگیری کند. داستان حاکی از آن است که سه مدل Unicorn وجود داشت که هر کدام شامل یک طومار بود. با هم، طومارها می توانند مکان تکشاخ غرق شده و گنجینه اش را نشان دهند.
نشان می دهد که مدل سوم در بغار است که عمر بن صلاد در اختیار دارد. ساخارین باعث حواس پرتی در کنسرت بیانکا کاستافیوره می شود که در نتیجه شاهین او طومار سوم را می دزدد. تعقیب و گریز در شهر آغاز می شود که طی آن او تمام طومارها را به دست می آورد. درست زمانی که او آماده تسلیم شدن است، تن‌تن توسط هادوک متقاعد می شود که ادامه دهد. با کمک دوپن و دوپنه ، تن‌تن و هادوک ساخارین را به آنتورپ باز می‌گردانند و تله‌ای راه می‌اندازند، اما ساخارین از تپانچه خود برای مقاومت در برابر دستگیری استفاده می‌کند. هنگامی که افرادش موفق به نجات او نمی شوند، ساخارین هادوک را با استفاده از جرثقیل های موجود در اسکله به مبارزه دعوت می کند. پس از مبارزه، ساخارین توسط هادوک به بیرون رانده می شود. سپس او توسط تامسون و تامسون نجات و دستگیر می شود.
با هدایت سه طومار، که محل تالار مارلین اسپایک را نشان می دهد، تن‌تن، هادوک و اسنوی به آنجا سفر می کنند. در داخل، با کمک هادوک، آنها مقداری از گنج و سرنخی از مکان اسب شاخدار را پیدا کردند. تن‌تن و هادوک هر دو بر سر راه اندازی یک اکسپدیشن برای یافتن گنج غرق شده سر فرانسیس توافق کردند.

## گویندگان نسخه فارسی
تن‌‌تن: امیرهوشنگ زند
کاپیتان هادوک: نصرالله مدقالچی
ایوان ساخارین:  ناصر طهماسب
دوپونت و دوپونط: تورج مهرزادیان

## نقدها
پرویز جاهد، منتقد سینما دربارهٔ این فیلم می‌گوید: «تن تن به انتظارات نسلی که با کتاب‌های تن‌تن و انیمیشن‌های او بزرگ شده‌اند، جواب نمی‌دهد، اما برای تماشاگرانی که بدون هیچ پیش‌آگاهی یا نوستالژی و خاطره‌ای از این چهره آیکونیک دنیای انیمیشن و کتاب‌های مصور به دیدن این فیلم می‌روند، نه تنها راضی‌کننده بلکه وجدآور است». او همچنین معتقد است: «فیلم تا جایی که تن‌تن به همراه کاپیتان با قایق از دست سکرین می‌گریزند و با هواپیمای کوچک او خود را به صحرای خشک و بی آب و علف مراکش می‌رسانند، خوب پرداخت شده و به اندازه کافی سرگرم‌کننده و هیجان‌انگیز است اما از آن به بعد انرژی و تحرک خود را از دست می‌دهد و خسته‌کننده می‌شود.
به ویژه صحنه‌های سراب دیدن کاپیتان در صحرا و یادآوری داستان مبارزه جد او با راکام سرخپوش، واقعاً کسالت‌آور است و کشش لازم را برای جذب تماشاگر ندارد. اما با ورود آن‌ها به شهر تخیلی «باگار» در مراکش، فیلم دوباره تا حد زیادی انرژی از دست رفته‌اش را باز می‌یابد اگرچه همچنان بی‌رمق است».